# De Eenhoorn (Schalkwijk)
De Eenhoorn is een paltrok-houtzaagmolen in de Nederlandse stad Haarlem.

## Geschiedenis
Hij is gebouwd in of voor 1776 aan de oostelijke oever van het Spaarne op de plek waar mogelijk vanaf 1642 een eerdere houtzaagmolen heeft gestaan. Op kaarten uit 1615 en 1642 wordt een "Schalkwycker Mole" respectievelijk een Saegh Mole genoemd in de buurt van deze plek. De oudste vindplaats van de naam De Eenhoorn is een overdrachtsakte uit 1721. Waarom voor de naamgeving het mythisch wezen 'eenhoorn' werd gekozen, is onbekend. De naam ging over naar de molen die omstreeks 1776 gebouwd moet zijn. 
Omstreeks 1926/1927 is bij de molen een elektrische zagerij gebouwd. Om de molen te behouden heeft de Vereniging De Hollandsche Molen hem in 1927 aangekocht. In 1963 is hij overgedragen aan de gemeente Haarlem. In dezelfde periode verrees het grote stadsdeel Schalkwijk in de nabijheid van het jaagpad waaraan de molen staat. Daardoor is de landschappelijke waarde van De Eenhoorn in zijn omgeving sterk veranderd. Sinds 2016 draagt de buurt waarin de molen zich bevindt de naam De Eenhoorn. De gemeente is nog steeds eigenaar, maar het beheer is in 1986 overgedragen aan de Stichting Molens Zuid-Kennemerland, die de molen regelmatig laat zagen. 

## Constructie
De molen is gebouwd in 18e-eeuwse stijl en is bekleed met hout dat zwart geteerd is. In afwijking van de meeste andere paltrokmolens had deze molen vier zaagramen. Door een technische onvolkomenheid functioneerde het vierde raam niet als verwacht. Dit achterste zaagraam is daarom rond 1900 ingekort en horizontaal op de raamzolder geplaatst en met keien verzwaard om de balans aan de krukas niet te verstoren. Later werden in plaats van keien loodblokken ter grootte van halve stoeptegels geplaatst, die beter vastgezet kunnen worden. Het vierde raam functioneert dus als balansraam. Een pompraam is het derde kleine raam van een wagenschotzager dat ook als balansraam functioneert, maar speciaal voor dit doel gebouwd is.
De molen heeft een sleepcontact op de bovenas, die ook op de ringleiding is aangesloten, waardoor tijdens onweer met zagen doorgegaan kon worden.

## Foto's

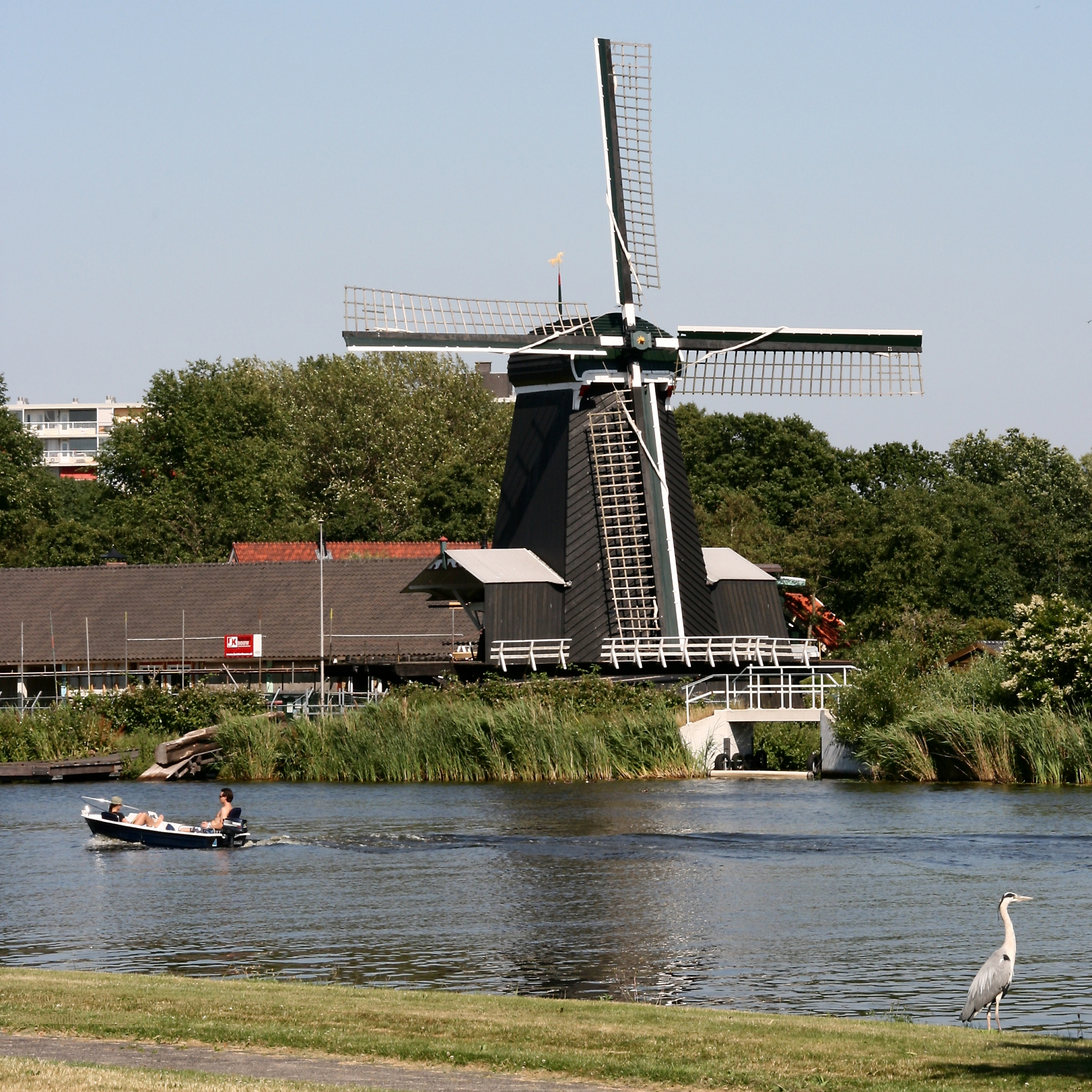
De Eenhoorn gezien vanaf de overzijde van het Spaarne
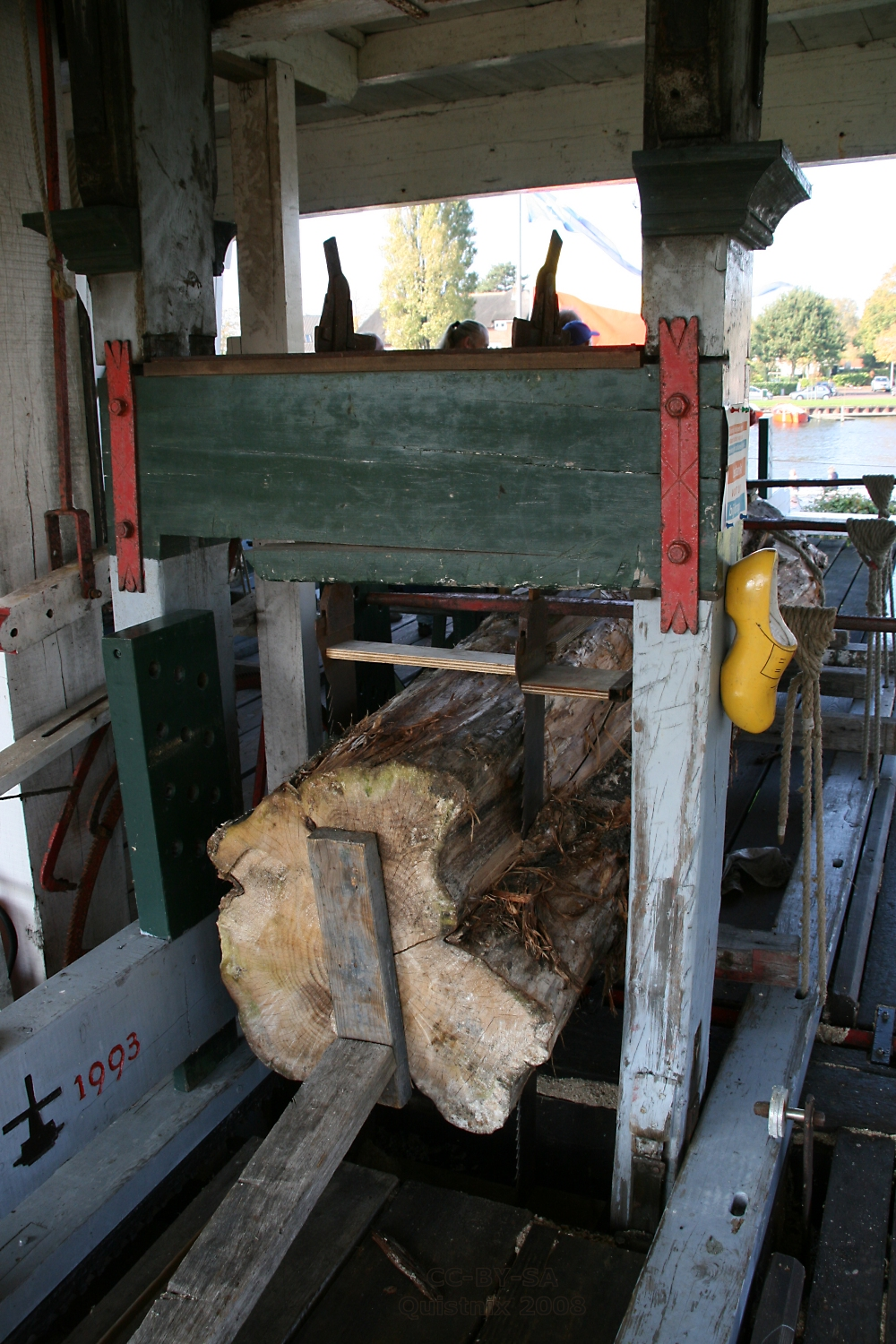
zaagraam
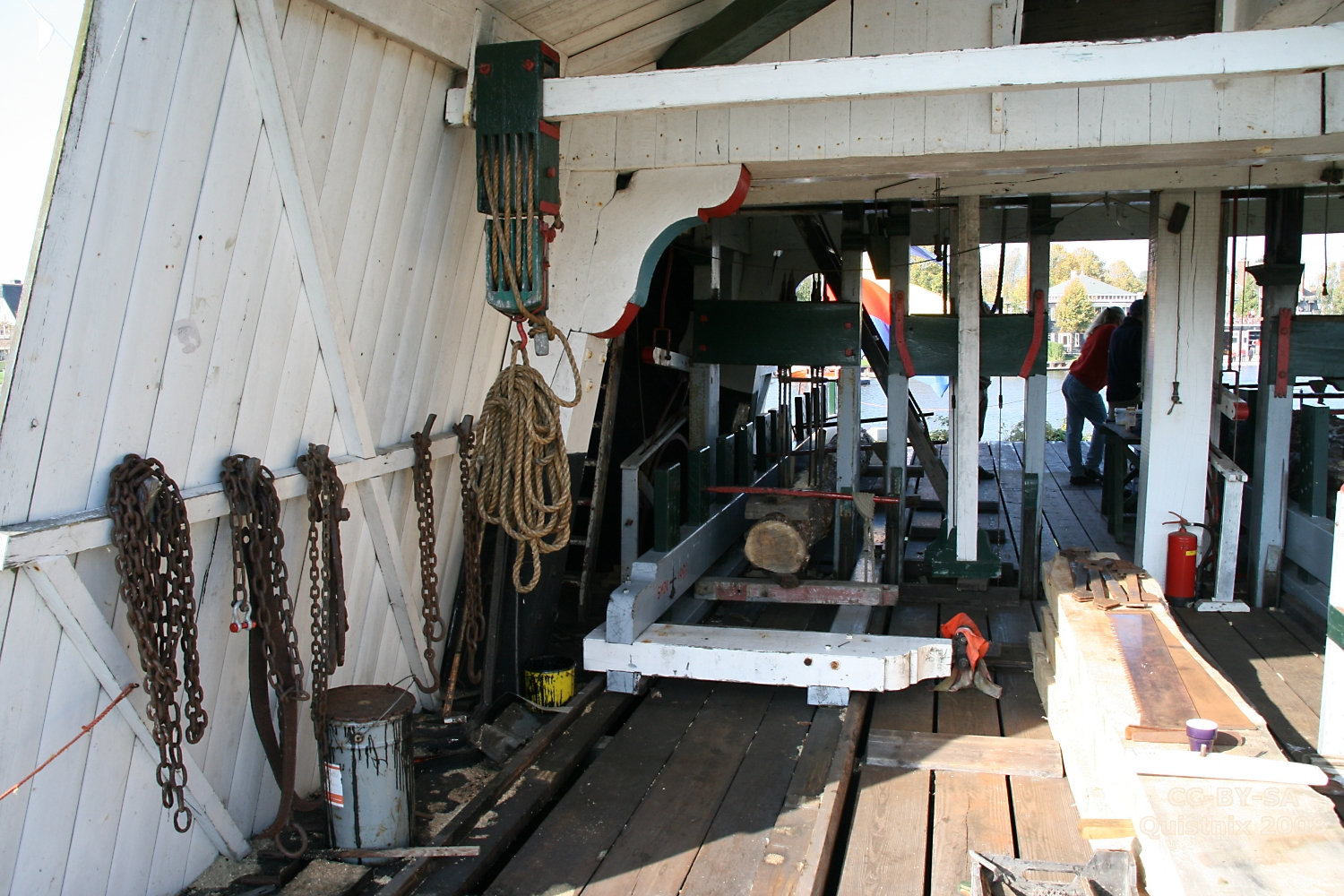
zaagvloer